# Zur Ruhe Gottes (Käßlitz)

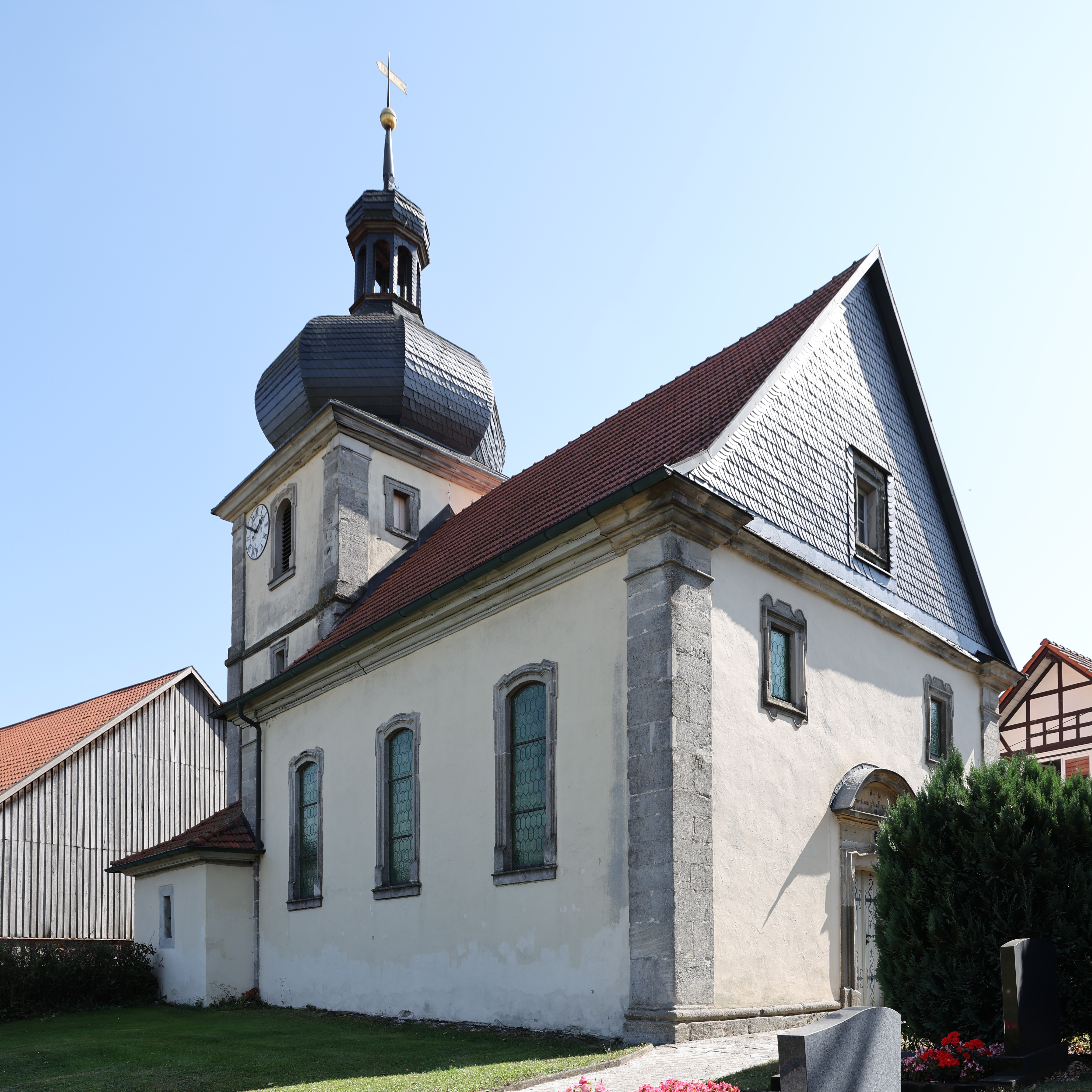
Käßlitzer Kirche

Die evangelisch-lutherische Dorfkirche Zur Ruhe Gottes steht im Ortsteil Käßlitz der Gemeinde Heldburg im Landkreis Hildburghausen in Thüringen.

## Geschichte
Mit dem Bau der Kirche, die eine über 300 Jahre alte Kapelle ersetzte, wurde 1738 begonnen; 1742 fand die Einweihung statt. Am 4. Oktober 1944 brannte die Turmspitze des Zwiebelturms ab, wurde aber nach dem Zweiten Weltkrieg wieder aufgebaut.

## Ausstattung

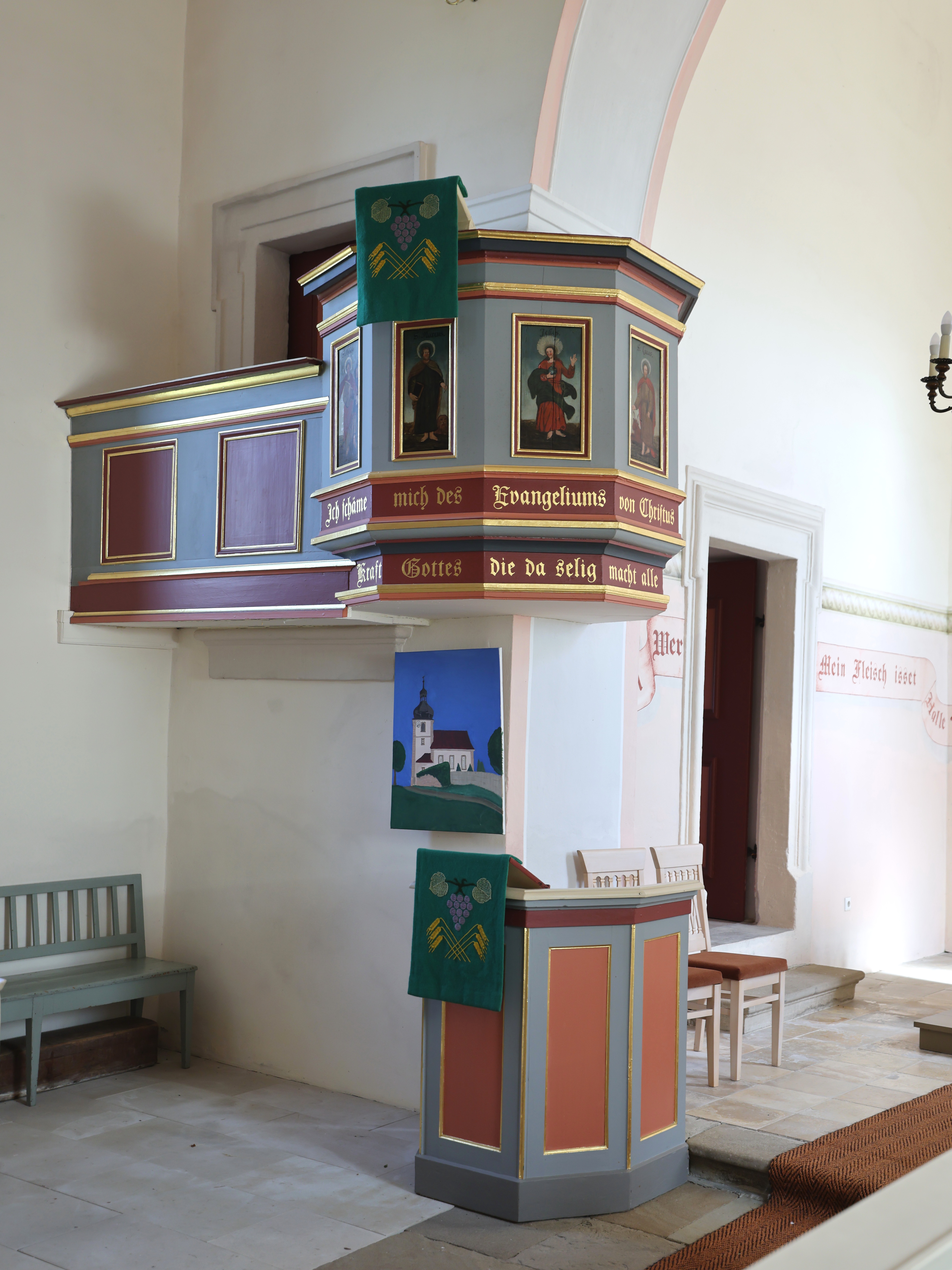
Kanzel

Auf den Feldern der Kanzel sind in schlichter Malweise die vier Evangelisten und Christus mit der Weltkugel dargestellt.
Die Orgel stammt aus dem 19. Jahrhundert. Das Instrument hat zehn Register auf einem Manual und einem Pedal.